# Jamie Ewings
Jamie Ewings (Bellshill, Escocia, 4 de agosto de 1984) es un exfutbolista escocés. Jugaba de portero y actualmente es entrenador de porteros en el  Dumbarton FC de la Scottish League One de Escocia.

## Clubes
| Club                  | País    | Año       |
| --------------------- | ------- | --------- |
| Motherwell FC         | Escocia | 2002-2005 |
| Albion Rovers         | Escocia | 2005-2007 |
| Drogheda United       | Irlanda | 2008      |
| Albion Rovers         | Escocia | 2009-2010 |
| Alloa Athletic        | Escocia | 2010-2011 |
| Dumbarton FC          | Escocia | 2011-2018 |
| Arthurlie FC (cedido) | Escocia | 2012      |